# The City (jeu)
Pour les articles homonymes, voir The City.
The City est un jeu de société sous forme d'un jeu de cartes, créé par Thomas Lehmann en 2011 et édité en France par Gigamic. C'est un jeu pour 2 à 5 joueurs, dont la durée approximative est de 20 minutes par partie.
Le jeu utilise un système similaire quoique très simplifié à Race for the Galaxy, un autre jeu créé par Thomas Lehmann. Les cartes dans la main des joueurs servent également de monnaie : pour poser une carte de se main, il faut se défausser d'autres cartes. Le jeu est ainsi beaucoup plus court et plus facile à expliquer.

## Règles simplifiées
Chaque joueur débute avec 7 cartes en main dont il se défausse de 2.
Le joueur actif peut poser une carte en défaussant d'autant de cartes de sa main, ou à défaut piocher cinq cartes et n'en garder qu'une.
Il peut y avoir des conditions pour poser certaines cartes (posséder par exemple une maison pour poser une école) ; les cartes peuvent également des synergies pour réduire les coûts. Enfin certaines cartes peuvent avoir une icône de voiture (transport), de fontaine (agrément) ou un chariot de supermarché (commerce) qui peut influer pendant son tour ou celui d'un autre joueur.
Chaque carte possède également une valeur de revenus et de points de victoire.
À chaque fin de tour, le joueur pioche autant de cartes que ses revenus et gagne la somme de points de victoire.
Le but étant d'être le premier à marquer 50 points, charge au joueur de trouver la meilleure stratégie pour augmenter ses revenus (pour avoir le maximum de cartes, donc de choix de cartes à jouer et à défausser pour les payer) et ses points de victoire.